# SERC Santa Maria
A Sociedade Esportiva, Recreativa e Cultural Santa Maria, mais conhecida como SERC Santa Maria ou ainda Santa Maria/São Caetano, é um clube poliesportivo brasileiro sediado na cidade de São Caetano do Sul, no bairro de mesmo nome. Foi fundado em 7 de julho de 1973. Se destaca nas competições de ginástica rítmica, onde já foi campeão sul-americano, e na ginástica artística, modalidade na qual é o maior campeão nacional na disputa masculina. Entre os seus principais atletas está o campeão olímpico Arthur Zanetti.